# Gail Tverberg
Gail Tverberg est une actuaire américaine à la retraite, qui travaille sur les questions d'économie de l'énergie et les liens entre énergie, économie et finitude du monde : déplétion des hydrocarbures fossiles (pétrole, gaz, charbon), pénuries d'eau, changement climatique. Son analyse combine physique et économie pour expliquer que désormais, lorsqu'ils sont bas, les prix du pétrole sont un signe d'absence de croissance, voire de récession économique, et non de bonne santé économique.

## Biographie
En 1970, Gail Tverberg commence à travailler pour la compagnie d'assurances américaine CNA en tant que stagiaire actuariel. Ce poste lui permet de comprendre comment l’inflation est sur le point d'affecter les réserves établies par les experts en sinistres de sa compagnie d'assurance, ce qui n'avait jusqu'alors jamais été envisagé.
Elle rejoint ensuite une compagnie d’assurances plus petite, où elle met au jour les conséquences, sur une compagnie d’assurance, de la hausse des prix du pétrole constatée en 1973–1974 d'une part, et de taux d’intérêt très changeants d'autre part. Après la faillite de cette compagnie d’assurance, Gail Tverberg rejoint de nouveau le groupe CNA, où elle observe que cette compagnie d'assurances fait face aux mêmes problèmes.
Gail Tverberg devient ensuite actuaire-consultante : on la missionne pour des expertises ou pour répondre, grâce à des modèles prédictifs ad hoc, à des questions inhabituellement posées par des compagnies d'assurance. En particulier, elle est régulièrement sollicitée pour modéliser le comportement auquel on peut à l'avenir s’attendre d'entreprises en cours de création, face à divers scénarios. Elle travaille notamment sur des activités de type « longue traîne », où les réclamations arrivent et sont payées longtemps après le moment où le dommage s'est produit.
En 2005, Gail Tverberg commence à être confrontée à la question des limites au pétrole et des conséquences que ces limites pourraient avoir. Une des premières sources qu'elle utilise pour comprendre et approfondir le sujet est le livre de Jeremy Leggett Empty Tank: Oil, Gas, Hot Air, and the Coming Global Financial Catastrophe. Le point de vue que Leggett y développe est le point de vue traditionnel du « pic pétrolier », qui est proche, mais pas totalement identique, à celui que développera ensuite Gail Tverberg à partir de 2010.
À partir de 2006, Gail Tverberg commence ensuite à écrire des articles sur le sujet, en particulier un premier article à destination des dirigeants d’assurances début 2006 et un second à destination des actuaires .
En mars 2007, elle prend sa retraite anticipée pour travailler à plein temps sur ce sujet. Après avoir lu certains de ses articles, les rédacteurs du groupe de discussion The Oil Drum invitent Gail Tverberg à écrire des articles pour eux, sous le pseudonyme « Gail The Actuary » (Gail l’Actuaire), puis à être leur éditrice. Cette expérience lui permet d'échanger avec de nombreuses personnes travaillant dans le domaine de l’énergie et/ou intéressées par le sujet de l’approvisionnement limité en pétrole. Dans un article écrit au tout début de l'année 2008, elle annonce la crise financière à venir.
Son point de vue s'écarte petit à petit de celui traditionnellement exposé par les tenants du pic pétrolier, notamment à partir de 2010. Cependant, elle conserve son rôle d'éditrice de The Oil Drum jusqu'à l'auto-dissolution du groupe de discussion en 2013.
Gail Tverberg écrit ou coécrit ensuite plusieurs articles publiés dans des revues scientifiques à comité de relecture, sur le lien entre énergie et crise économique ou financière,. Elle participe aussi à la rédaction d'ouvrages scientifiques.
Elle donne régulièrement des conférences à l'invitation d'associations professionnelles ou écologistes,,.
Elle est aujourd'hui, à titre bénévole, directrice en économie de l’énergie au sein de l’ONG Space Solar Power Institute,.

## Positions défendues

### Énergie, économie, crise financière et pic pétrolier
La vision qu'a Gail Tverberg de l'économie, et des liens entre économie et énergie en général et pétrole en particulier, peut se résumer comme suit :
- Au même titre que le Soleil, les ouragans, les organismes vivants, etc., l'économie est une structure dissipative, car chacun de ses processus de production transforme en énergie thermique de l'énergie capable de réaliser un travail physique.
- L'économie est une structure auto-organisée en réseau, dans laquelle chacun des éléments est fortement dépendant de ses éléments voisins pour fonctionner et continuer à exister.
- La dette a un effet de décalage dans le temps sur l'économie : à l'échelle microéconomique, elle monétise maintenant (au moment où la dette est contractée) un gain futur (espéré ou réel) ; à l'échelle macroéconomique, elle permet aussi de masquer, pour un temps, des pertes financières ou une incapacité de financement.
- Pour fonctionner, l'économie dépend d'un approvisionnement en énergie abordable : une toute petite partie de cette énergie est de l'énergie humaine, et le reste, pour l'essentiel des combustibles fossiles, alimente des machines.
- Le taux de retour énergétique (ou EROI) est un outil mal adapté pour comprendre pourquoi .
- Des coûts accrus d'extraction de l'énergie se traduisent d'abord par un prix accru de l'énergie pour les consommateurs, jusqu'à ce que ce prix cesse d'être abordable pour eux. Dès lors, les coûts accrus d'extraction de l'énergie se traduisent par une contraction des achats discrétionnaires de ces consommateurs, qui provoque une baisse globale de la demande d'énergie qui, à son tour, provoque une baisse, et non une hausse des prix de l'énergie. Ces prix de l'énergie deviennent alors trop bas pour que les producteurs d'énergie puissent payer la totalité des coûts accrus de l'extraction d'énergie sans accroître leur endettement, alors même que pour les consommateurs, ces prix ne sont plus assez abordables.
- Cette contraction des achats discrétionnaires des consommateurs peut être aussi à l'origine d'une crise économique ou, en cas d'éclatement d'une bulle de dette, d'une crise financière. Gail Tverberg établit ainsi un lien de cause à effet entre des prix du pétrole, et par conséquent des prix des biens fabriqués à partir de pétrole, devenus inabordables pour les consommateurs occidentaux, et la crise des subprimes de 2007 aux États-Unis et la crise économique mondiale qui s'est ensuivie.
- Le pic pétrolier ne résulte pas du fait de manquer de pétrole, mais de manquer d'un pétrole qui soit suffisamment abordable pour les consommateurs.
- Parmi les conséquences indirectes d'une rentabilité insuffisante des entreprises productrices d'énergie du fait de prix de l'énergie trop bas, il y a la baisse des recettes fiscales des États producteurs d'énergie. Parmi ces États, ceux dont les recettes fiscales dépendent fortement des taxes sur la production d'énergie (par exemple, des États pétroliers) compensent généralement cette baisse par une hausse de leur endettement, afin de continuer à financer leurs dépenses sociales. Si ce supplément de dette ne suffit pas, ou si leur endettement total croît si vite que les prêteurs cessent de leur prêter, ces États peuvent finir par faire faillite.

### Sources intermittentes, non pilotables d'électricité
La vision qu'a Gail Tverberg des systèmes électriques et des sources d'électricité intermittentes peut se résumer comme suit :
- Les sources d'électricité intermittentes, non pilotables, peuvent injecter sur le réseau électrique un kilowatt-heure d'électricité dès qu'elle en ont un de disponible, sans prendre en considération le fait qu'il existe ou non un consommateur pour ce kilowatt-heure à ce moment-là.
- Cette priorité sur le réseau a pour conséquence que ces sources d'électricité ont un coût marginal nul, ce qu'aucune source pilotable d'électricité ne peut concurrencer. Cela réduit d'autant la rentabilité de ces sources pilotables, qui peut devenir négative si la part des sources d'électricité intermittentes dans le bouquet électrique est suffisamment élevée.
- Ce coût marginal nul a tendance à tirer artificiellement les prix de gros de l'électricité vers le bas (voire à les rendre ponctuellement négatifs), même lorsque le coût moyen de production ne baisse pas, voire augmente. L'écart entre prix spot piloté par le coût marginal et coût moyen ne peut alors se résoudre que par la mise en place de mécanismes de subventions, de tarifs de rachat garanti, et/ou d'accords d'échange à faible coût de grandes quantités d’électricité avec des pays voisins – à bas prix lorsqu'on leur fournit de l’électricité pour laquelle on n'a aucun consommateur et qui est donc indésirable, et à prix élevé lorsqu'ils la restituent au moment où on en a besoin.
- Le fait que les sources d'électricité intermittentes, non pilotables, offrent une garantie de puissance électrique minimale très faible, voire nulle, impose de conserver des moyens pilotables de production électrique, même s'ils ne sont pas économiquement rentables, et même lorsque leur usage est fortement émetteur de CO2. Conserver ces moyens pilotables alors qu'ils ne sont pas rentables oblige donc à les subventionner pour éviter qu'ils ne fassent faillite et avoir la garantie qu'ils seront disponibles à chaque fois que les sources d'électricité intermittentes, non pilotables, seront dans l'incapacité de produire de l'électricité en quantité suffisante.
- Les distorsions de prix sur les marchés de gros de l'électricité disparaîtraient, et le besoin de subventionner les moyens de production pilotable serait inutile, si les producteurs d'électricité intermittente devaient compenser eux-mêmes l'intermittence de leur production pour la rendre pilotable.
- En conséquence de ce qui précède, les sources d'électricité intermittentes, non pilotables, rendent l'électricité moins abordable pour les consommateurs, plutôt que le contraire.
- Le taux de retour énergétique (ou EROI) est un outil inadapté à l'analyse des sources d'électricité intermittentes et non pilotables, car il les présente sous un jour beaucoup plus favorable qu'elles ne le sont en réalité pour le système électrique dans son ensemble.

## Critiques
Selon Charles Hall, créateur de l'EROI, la vision qu'a Gail Tverberg de l'EROI est erronée par excès de simplification. En particulier, l'EROI a toujours été défini pour désigner l’énergie en tête de puits, en sortie de mine, en sortie de centrale ou de parc, sauf indication contraire explicite, l’énergie utilisée en aval pour fournir ou utiliser cette énergie étant appelée « efficacité du système d’utilisation », Ensuite, les coûts énergétiques des taxes, des routes, du travail humain... sont inclus à l'EROI à chaque fois que cela est possible,,,.